# Anduril Industries
Anduril Industries, Inc. – amerykańskie przedsiębiorstwo sektora obronnego założone w 2017, specjalizujące się w systemach autonomicznych. Celem Anduril jest sprzedaż swoich produktów sztucznej inteligencji i robotyki Departamentowi Obrony USA. Do najważniejszych produktów firmy Anduril należą bezzałogowe systemy powietrzne (UAS) i systemy przeciwdziałania bezzałogowym statkom powietrznym (C-UAS), półprzenośne autonomiczne systemy nadzoru oraz sieciowe oprogramowanie dowodzenia i kontroli.
Głównymi założycielami Anduril jest Palmer Luckey (założyciel Oculus AR) i Trae Stephens (inwestor i partner w Founders Fund, VC założonym przez Petera Thiela).
4 marca 2025 rząd chiński umieścił Anduril na liście podmiotów niepewnych.